# Sune Karl Bergström
Sune Karl Bergström (Stockholm, 10 januari 1916 – aldaar, 15 augustus 2004) was een Zweeds biochemicus. In 1982 won hij samen met Bengt Ingemar Samuelsson en John Robert Vane de Nobelprijs voor de Fysiologie of Geneeskunde voor hun werk aan prostaglandinen.

## Biografie
Bergström werd geboren in Stockholm als zoon van Sverker en Wera (Wistrand) Bergström. Hij genoot zijn wetenschappelijk opleiding aan het Karolinska-instituut te Stockholm waar hij in 1944 zijn doctoraat behaalde in de geneeskunde en biochemie. Hij was onderzoeker aan de Columbia-universiteit, het Squibb Instituut, het Nobel Instituut in Stockholm, de Universiteit van Bazel (1946/1947), de Universiteit van Lund (1947-1958) en vanaf 1958 hoogleraar scheikunde bij het Karolinska-instituut.
In 1975 werd hij lid van de Nobel Foundation Board of Directors in Zweden. In datzelfde jaar kreeg hij de Louisa Gross Horwitz Prize van de Columbia-universiteit, samen met Bengt I. Samuelsson. Twee jaar later, in 1977, werd hij onderscheiden met de Albert Lasker Award for Basic Medical Research. Van 1977 tot 1982 was hij voorzitter medisch onderzoek van de Wereldgezondheidsorganisatie WHO en in 1983 werd hij benoemd tot president van de Koninklijke Zweedse Academie van Wetenschappen.
Sune Bergström was gehuwd met Maj Gernandt; samen kregen ze een zoon, Rurik Bergström. Hij is ook de vader van Svante Pääbo (winnaar van de Nobelprijs voor Fysiologie of Geneeskunde in 2022), die werd geboren uit een buitenechtelijke relatie met Estlandse scheikundige Karin Pääbo. Beide zonen werden in 1955 geboren en in 2004 leerden ze elkaar kennen. Hij was eervol lid van de International Academy of Science.

## Werk
Op verzoek van mede-Nobellaureaat Ulf Svante von Euler begon Bergström bij het Karolinska-instituut onderzoek te doen naar prostaglandinen, natuurlijke stoffen die door het lichaam worden aangemaakt. Hoewel prostaglandinen al in de jaren 1930 waren ontdekt in de secretie van de prostaat werd hun belang rond 1960 pas duidelijk door het werk van Bergström. Hij toonde aan dat prostaglandinen niet een chemische stof betrof maar een complete familie van hormoonachtige stoffen zijn die overal en veelvuldig in het lichaam voorkomen. Ze spelen een belangrijke rol bij onder andere regulatie van de bloeddruk, lichaamstemperatuur, bij allergische en prikkelreacties en bij ontstekingsprocessen. 
Gedurende Bergströms onderzoek ontstond een opmerkelijk samenwerkingsverbond met de Nederlander David A. van Dorp, destijds werkzaam voor het Unilever Research Laboratorium in Vlaardingen. Net als Van Dorp wilde Bergström aantonen of arachidonzuur, een meervoudig onverzadigd vetzuur, een precursor was van prostagladine E2 middels een experiment waarvoor hij radioactief gemerkt arachidonzuur benodigd had. Dit was echter niet voorhanden in Zweden, maar wel bij Van Dorp in Vlaardingen.
In maart 1964 nam Bergström daarom contact op met Van Dorp met het verzoek of hij de beschikking kon krijgen over radioactief gemerkt arachidonzuur in ruil voor flinke hoeveelheden verschillende prostaglandinen. Kort daarna reisde hij persoonlijk af naar Nederland en keerde met dit arachidonzuur terug naar de Stockholmse onderzoeksgroep waar Samuelsson erin slaagde om de biosynthese van prostagladine uit arachidonzuur te bewijzen. Gelijkertijd bereikte Van Dorp met zijn onderzoeksgroep een vergelijkbaar resultaat. Beide onderzoeken werden in hetzelfde nummer van het tijdschrift Biochim. Biophys. Acta gepubliceerd: dat van Van Dorp et al op bladzijde 204 en dat van Bergström et al op bladzijde 207.
1901: Behring · 
1902: Ross · 
1903: Finsen · 
1904: Pavlov · 
1905: Koch · 
1906: Golgi, Ramón y Cajal · 
1907: Laveran · 
1908: Mechnikov, Ehrlich · 
1909: Kocher · 
1910: Kossel · 
1911: Gullstrand · 
1912: Carrel · 
1913: Richet ·
1914: Bárány · 
1919: Bordet · 
1920: Krogh · 
1922: Hill, Meyerhof · 
1923: Banting, Macleod · 
1924: Einthoven ·
1926: Fibiger · 
1927: Wagner-Jauregg · 
1928: Nicolle · 
1929: Eijkman, Hopkins · 
1930: Landsteiner · 
1931: Warburg · 
1932: Sherrington, Adrian · 
1933: Morgan · 
1934: Whipple, Minot, Murphy · 
1935: Spemann · 
1936: Dale, Loewi · 
1937: Szent-Györgyi · 
1938: Heymans · 
1939: Domagk · 
1943: Dam, Doisy · 
1944: Erlanger, Gasser · 
1945: Fleming, Chain, Florey · 
1946: Muller · 
1947: C. Cori, G. Cori, Houssay · 
1948: Müller · 
1949: Hess, Moniz · 
1950: Kendall, Reichstein, Hench · 
1951: Theiler · 
1952: Waksman · 
1953: Krebs,Lipmann ·
1954: Enders, Weller, Robbins · 
1955: Theorell · 
1956: Cournand, Forssmann, Richards · 
1957: Bovet · 
1958: Beadle, Tatum, Lederberg · 
1959: Ochoa, Kornberg · 
1960: Burnet, Medawar · 
1961: Békésy · 
1962: Crick, Watson, Wilkins · 
1963: Eccles, Hodgkin, Huxley · 
1964: Bloch, Lynen · 
1965: Jacob, Lwoff, Monod · 
1966: Rous, Huggins · 
1967: Granit, Hartline, Wald · 
1968: Holley, Khorana, Nirenberg · 
1969: Delbrück, Hershey, Luria · 
1970: Katz, Euler, Axelrod · 
1971: Sutherland · 
1972: Edelman, Porter · 
1973: Frisch, Lorenz, Tinbergen · 
1974: Claude, De Duve, Palade · 
1975: Baltimore, Dulbecco, Temin ·
1976: Blumberg, Gajdusek · 
1977: Guillemin, Schally, Yalow · 
1978: Arber, Nathans, Smith · 
1979: Cormack, Hounsfield · 
1980: Benacerraf, Dausset, Snell · 
1981: Sperry, Hubel, Wiesel · 
1982: Bergström, Samuelsson, Vane · 
1983: McClintock · 
1984: Jerne, Köhler, Milstein · 
1985: Brown, Goldstein · 
1986: Cohen, Levi-Montalcini · 
1987: Tonegawa · 
1988: Black, Elion, Hitchings · 
1989: Bishop, Varmus · 
1990: Murray, Thomas · 
1991: Neher, Sakmann · 
1992: Fischer, Krebs · 
1993: Roberts, Sharp · 
1994: Gilman, Rodbell · 
1995: Lewis, Nüsslein-Volhard, Wieschaus · 
1996: Doherty, Zinkernagel · 
1997: Prusiner · 
1998: Furchgott, Ignarro, Murad · 
1999: Blobel · 
2000: Carlsson, Greengard, Kandel ·
2001: Hartwell, Hunt, Nurse · 
2002: Brenner, Horvitz, Sulston · 
2003: Lauterbur, Mansfield · 
2004: Axel, Buck · 
2005: Marshall, Warren ·
2006: Fire, Mello ·
2007: Capecchi, Smithies, Evans ·
2008: Zur Hausen, Barré–Sinoussi, Montagnier ·
2009: Blackburn, Greider, Szostak ·
2010: Edwards ·
2011: Beutler, Hoffmann, Steinman ·
2012: Gurdon, Yamanaka ·
2013: Rothman, Schekman, Südhof ·
2014: O'Keefe, Moser, Moser ·
2015: Campbell, Omura, Tu ·
2016: Osumi ·
2017: Hall, Rosbash, Young ·
2018: Allison, Honjo ·
2019: Kaelin, Ratcliffe, Semenza ·
2020: Alter, Houghton, Rice ·
2021: Julius, Patapoutian ·
2022: Pääbo ·
2023: Karikó, Weissman ·
2024: Ambros, Ruvkun